# 涵元塔
涵元塔位于中国广东省汕头市潮阳区金灶镇龟山顶峰，滨临榕江与对岸的揭阳市隔江相望，为汕头市文物保护单位。由明朝揭阳知县冯元飚倡建，于天启七年（1627年）动工，至崇祯十二年（1639年）完工。首层正门呈拱券形，两旁有石刻对联：“印光西度浴南离占壁曜奎躔瑞应当年舟楫；魁垒东摩仪北斗着烽销挽息醇还满地桑麻”，门额石匾阴刻“涵元宝塔”四字。塔旁竖有张明弼《涵元塔记》等五道石碑。

## 历史
1933年有过修复，该塔塔尖的铜质葫芦曾于20世纪40年代中期遭雷击而残破。最近一次修复是从2001年5月19日开始。

## 结构
涵元塔，坐东南向西北，七层塔高大概43.4米，为平面八角形楼阁式砖石塔。建筑结构与文光塔基本类似。基座为花岗岩砌成的须弥座，边长达5.8米。二到六层相错开有四个拱券形通门，呈十字相交。

## 艺术成就
涵元塔的石雕艺术水准很高，为广东省古塔石雕作品的杰作之一。首先，该塔的建筑材料，如须弥座，檐拱，平座，栏杆阶梯，塔心室地面及天花都用条石，其他的才用青砖。而内腔结构式采用穿壁式与回旋式的有机结合。